# Dothidotthia symphoricarpi
Dothidotthia symphoricarpi är en svampart som först beskrevs av Rehm, och fick sitt nu gällande namn av Franz Xaver von Höhnel 1918. Dothidotthia symphoricarpi ingår i släktet Dothidotthia och familjen Dothidotthiaceae.   Inga underarter finns listade i Catalogue of Life.